# K2-69
K2-69, EPIC 206162305 — одиночная звезда в созвездии Водолея на расстоянии приблизительно 579 световых лет (около 177 парсек) от Солнца. Видимая звёздная величина звезды — +14,81m.
Вокруг звезды обращается, как минимум, одна планета.

## Характеристики
K2-69 — красный карлик спектрального класса M1V, или K8V. Масса — около 0,551 солнечной, радиус — около 0,491 солнечного, светимость — около 0,046 солнечной. Эффективная температура — около 4091 К.

## Планетная система
В 2016 году командой астрономов, работающих с фотометрическими данными в рамках проекта Kepler K2, было объявлено об открытии планеты K2-69 b.